# 亚洲新闻联盟
亚洲新闻联盟（英語：Asia News Network），簡稱ANN，是由亚洲不同地区的英文报纸组成的新闻联盟机构，成立于1999年，总部位于新加坡。联盟中的大部分媒体也是各自国家的档案记录报。

## 成员
- 新加坡：《海峡时报》
- ：《韩国先驱报》
- 中国大陆：《中国日报》
- 蒙古国：《GoGo Mongolia》
- 日本：《日本新闻》
- 巴基斯坦：《黎明报》
- 印度：《政治家报（英语：The Statesman (India)）》
- 印度尼西亞：《雅加达邮报》
- 斯里蘭卡：《岛报（英语：The Island (Sri Lanka)）》
- 不丹：《昆色尔（英语：Kuensel）》
- 尼泊尔：《加德满都邮报（英语：The Kathmandu Post）》
- ：《每日星报（英语：The Daily Star (Bangladesh)）》
- 緬甸：11媒体集团（英语：Eleven Media Group）
- 泰國：《国民报（英语：The Nation (Thailand)）》
- 印度尼西亞：《雅加达邮报》
- 马来西亚：《星洲日报》/《星报》
- 柬埔寨：《柬埔寨之光》/《金边邮报》
- ：《婆罗洲公报》
- 越南：《越南新闻（英语：Việt Nam News）》
- 菲律賓：《菲律宾每日问询者报（英语：Philippine Daily Inquirer）》
- ：《时报》